# Далила
Дали́ла, в Синодальном переводе Далида (ивр. דלילה‎; ок. XII век до н. э.) в Ветхом Завете — женщина, предавшая назорея Самсона. Вызвав своей красой его беззаветную любовь и преданность, и выдав секрет богатырской силы Самсона, Далила предала его злейшим врагам — филистимлянам (Суд. 16:4-21).

## Библейское повествование
Рассказ о Далиле содержится в ветхозаветной Книге Судей, где она описывается как возлюбленная Самсона: «полюбил он одну женщину, жившую в долине реки Сорек; имя ей Далида» (Суд. 16:4). Библия рассказывает, что филистимляне с помощью Далилы смогли пленить Самсона. Для этого она по их поручению хитростью и лаской узнала у Самсона секрет его силы: «К ней пришли владельцы Филистимские и говорят ей: уговори его, и выведай, в чём великая сила его и как нам одолеть его, чтобы связать его и усмирить его; а мы дадим тебе за то каждый тысячу сто [сиклей] серебра» (Суд. 16:5). Далила трижды спрашивала Самсона о его секрете, но он каждый раз давал ей вымышленные ответы (связать его семью сырыми тетивами; новыми веревками, которые не были в деле; воткать семь кос с его головы в ткань).
Применив своё женское обаяние, Далила всё же смогла узнать его секрет:

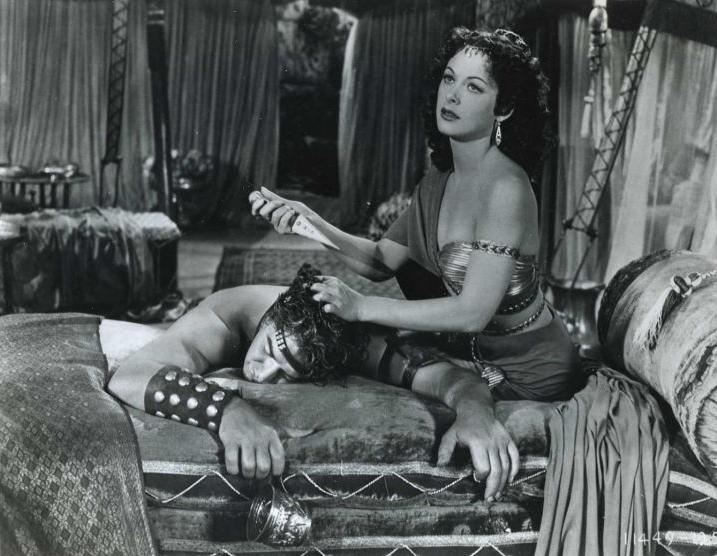

И сказала ему [Далида]: как же ты говоришь: «люблю тебя», а сердце твоё не со мною? Вот, ты трижды обманул меня, и не сказал мне, в чём великая сила твоя. И как она словами своими тяготила его всякий день и мучила его, то душе его тяжело стало до смерти. И он открыл ей всё сердце своё, и сказал ей: бритва не касалась головы моей, ибо я назорей Божий от чрева матери моей; если же остричь меня, то отступит от меня сила моя; я сделаюсь слаб и буду, как прочие люди
— Суд. 16:15-17
«И усыпила его [Далида] на коленях своих, и призвала человека, и велела ему остричь семь кос головы его. И начал он ослабевать, и отступила от него сила его» (Суд. 16:19), после чего Самсон был схвачен филистимлянами и ослеплён.

## В религиозной традиции

### В христианстве
Христианские богословы, трактуя Книгу Судей, акцентируют на примере с Далилой значимость борьбы с плотской страстью:

Столько-то борьба с похотию труднее подвига в воинских рядах! Того, кто так доблестно был мужествен, и прославился чудными подвигами, соделало пленником сластолюбие. Оно лишило его и божественной благодати.— Феодорит Кирский, Толкование на книгу Судей
Иоанн Златоуст приводит образ Далилы как образец действий злых женщин: «Кит сохранил невредимым Иону во чреве; Далида же, остригши и связавши Самсона, предала его иноплеменникам». Объяснение такого поведения святитель видит во вмешательстве дьявола: «Издревле в раю диавол уязвил Адама женщиною… женщиною мужественнейшего Самсона ослепил…» Также Златоуст приводит Далилу как образец женского коварства:

Посмотри на Далиду, которая, связав сильного Самсона, предала его иноплеменникам; она предала иноплеменникам своего супруга, которого любила, ласкала, которому говорила, что любила его больше, чем себя. Того, кого вчера любила, ныне обольщает, кого вчера согревала лобзанием, ныне, обольщая, предаёт смерти.— Иоанн Златоуст, Слово святого Иоанна Златоуста на день усекновения главы Святого Предтечи Господня Иоанна

## В культуре

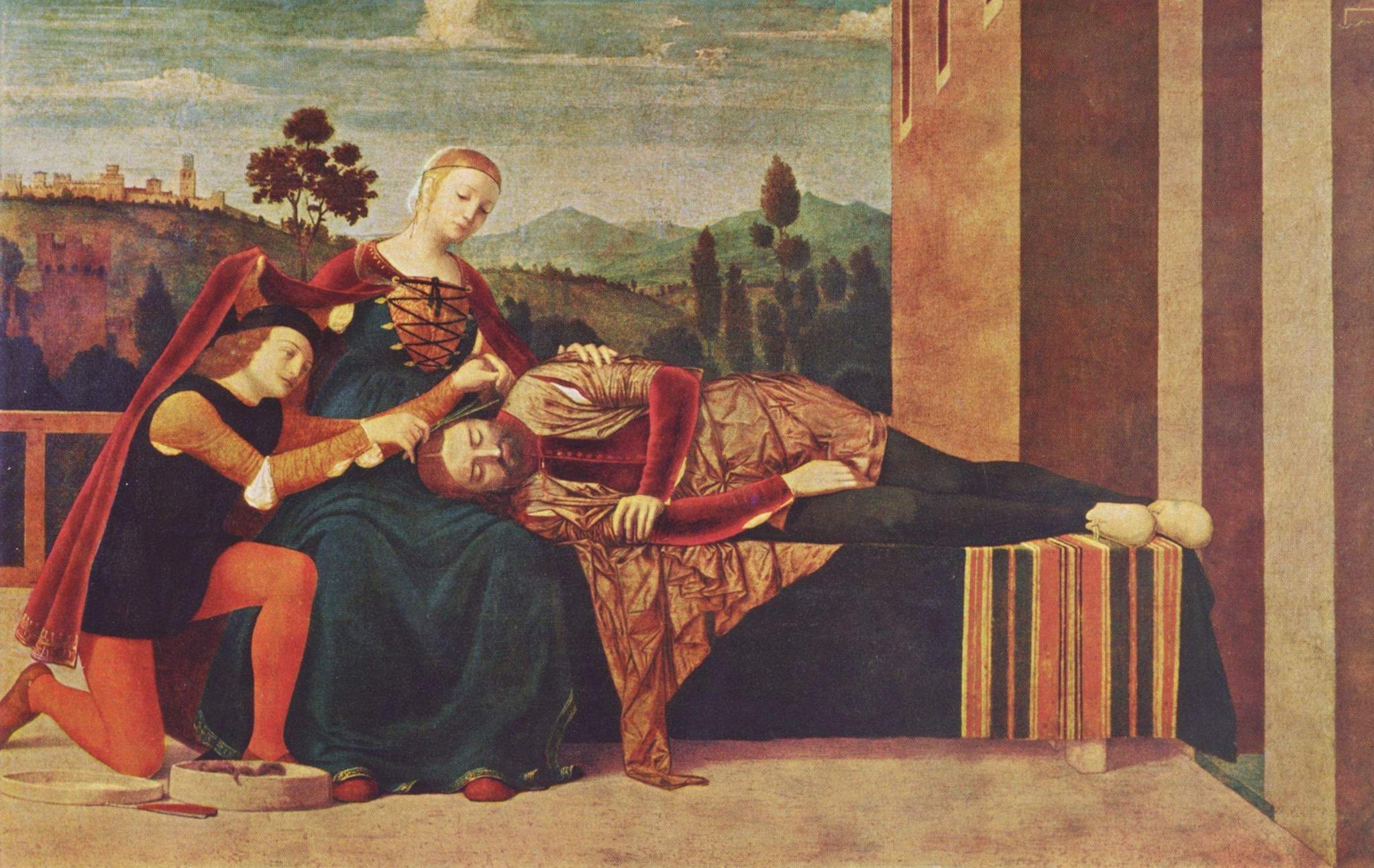
Франческо Мороне. «Самсон и Далила», 1500—1510 годы

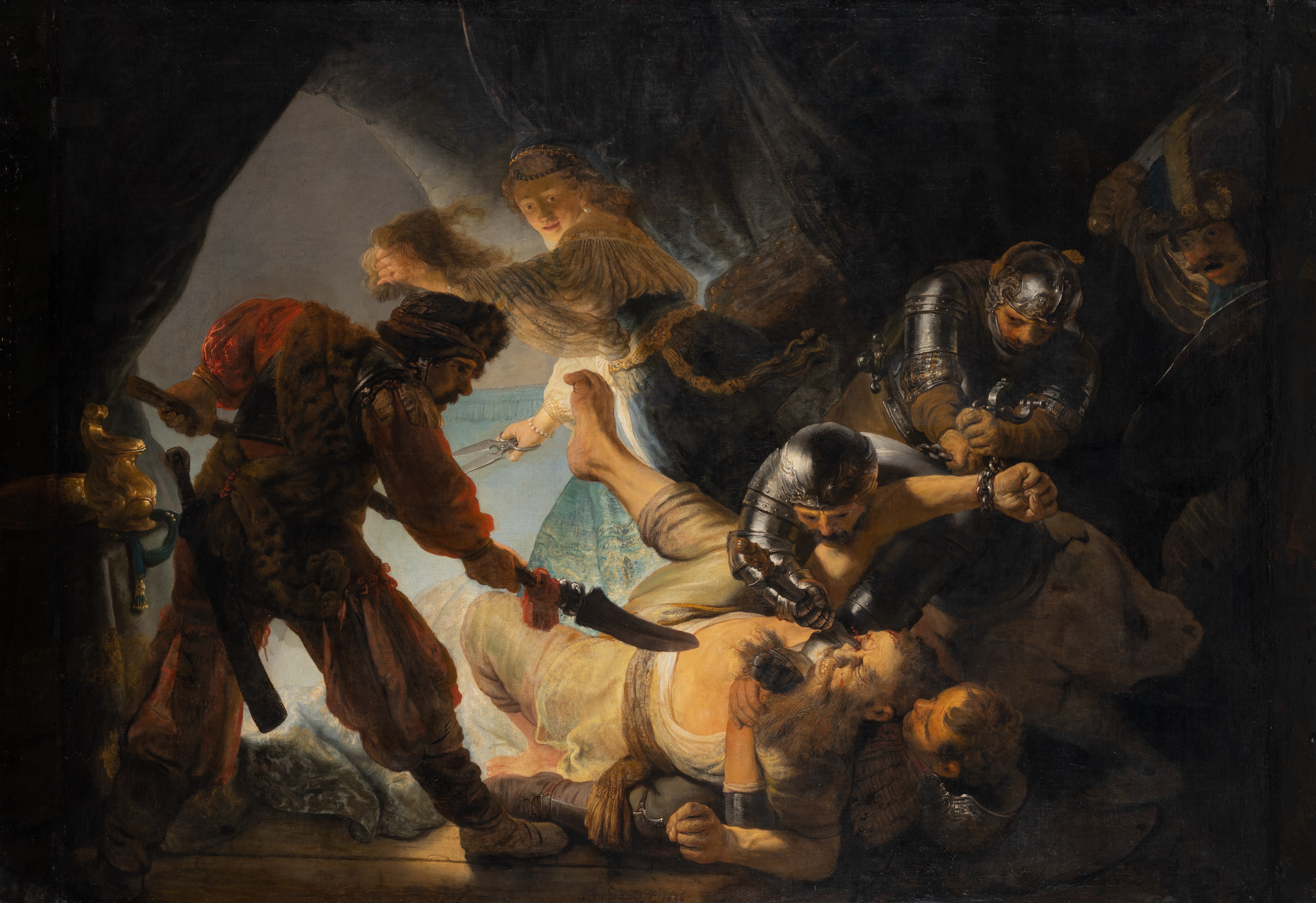
Рембрандт. «Ослепление Самсона», 1636 год

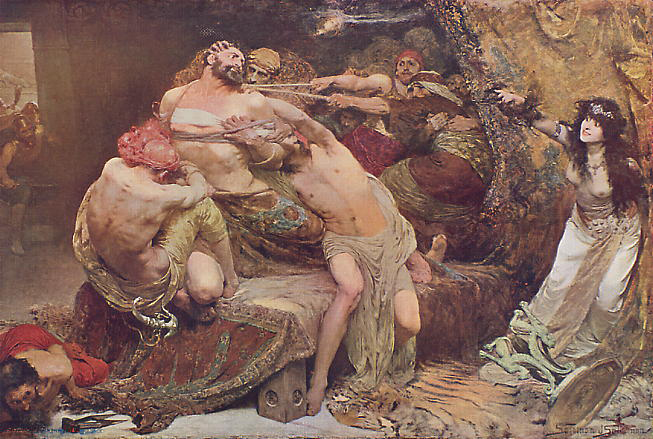
Соломон Соломон. «Самсон и Далила», 1887 год

### В музыке
- Опера Сен-Санса
- Песня Тома Джонса
- Группа Kiss выпустила песню под названием «Modern Day Delilah» (Далила современности) на их альбоме 2009 года «Sonic Boom».
- Группа НААДЯ выпустила песню под названием «Далила» из альбома 2014 года «НААДЯ»
- Группа Cranberries выпустила песню «Delilah» на их альбоме 1999 года «Bury the Hatchet».
- Исполнитель Van Stephenson[англ.] выпустил песню «Modern Day Delilah» в составе альбома 1984 года «Righteous Anger».
- Группа Florence and the Machine записала песню «Delilah» для альбома «How Big, How Blue, How Beautiful» 2015 года.

### В литературе
- Йоханнес Линнанкоски — Самсон и Далила (Simson ja Delila) (драма, 1911 г.)

### В кинематографе
- 1949 — Самсон и Далила, реж. Сесил Де Милль
- 2013 — Библия (мини-сериал), 3 серия

### В астрономии
В честь Далилы назван астероид (560) Делила, открытый в 1905 году немецким астрономом Максом Вольфом .